# Hartmut Meine
Hartmut Meine (* 26. März 1952 in Hildesheim) ist ein deutscher Gewerkschafter. Er war von 1998 bis 2016 Bezirksleiter der IG Metall Niedersachsen und Sachsen-Anhalt und veröffentlichte seitdem mehrere Bücher.

## Leben

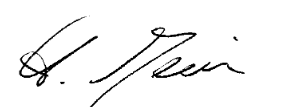
Unterschrift von Hartmut Meine

Meine studierte an der TH Karlsruhe Wirtschaftsingenieurwesen und schloss ein Aufbaustudium der Arbeitsorganisation und des Personalwesens in Los Angeles an. Von 1976 bis 1979 arbeitete er bei Telefunken in der Fertigungsplanung.
Seit 1976 ist Hartmut Meine Mitglied der IG Metall. In der Zeit von 1979 bis 1990 übte er verschiedene Funktionen beim DGB und der IG Metall aus. Von 1991 bis 1998 war er Tarifsekretär in der Bezirksleitung für Niedersachsen und Sachsen-Anhalt. Von 1998 bis 2016 leitete er ihren Bezirk Niedersachsen und Sachsen-Anhalt.
Bei den Tarifverhandlungen in der Metallindustrie war er Verhandlungsführer in Niedersachsen und Sachsen-Anhalt sowie bei den Haustarifvertragsverhandlungen bei der Volkswagen AG. Meine war in der Zeit bis 2016 Mitglied in den Aufsichtsräten der Volkswagen AG, Wolfsburg, und KME Germany GmbH, Osnabrück. Bis Ende Februar 2018 war er stellvertretender Aufsichtsratsvorsitzender der Continental AG in Hannover.
Als Meine Ende 2016 in den Ruhestand ging, trat Thorsten Gröger seine Nachfolge als Bezirksleiter an.

## Veröffentlichungen (Auswahl)
- mit Dorothee Beck: Wasserprediger und Weintrinker – Wie Reichtum vertuscht und Armut verdrängt wird. Steidl, Göttingen 1998. ISBN 978-3-88243-600-6.
- mit Dorothee Beck: Armut im Überfluss – Nachrichten aus einer gespaltenen Gesellschaft. Steidl, Göttingen 2007. ISBN 978-3-86521-425-6.
- mit Michael Schumann, Hans-Jürgen Urban (Hrsg.): Mehr Wirtschaftsdemokratie wagen! Hamburg 2011.
- mit Richard Rohnert, Elke Schulte-Meine, Stephan Vetter (Hrsg.): Handbuch Arbeit-Entgelt-Leistung; Entgelt-Rahmentarifverträge im Betrieb. 7. Auflage, Frankfurt 2018, ISBN 978-3-7663-6621-4.
- mit Dirk Schumann, Hilde Wagner (Hrsg.): Handbuch Arbeitszeit – Manteltarifverträge im Betrieb. 3. Auflage, Frankfurt 2018, ISBN 978-3-7663-6727-3.
- mit Walter Fabian, Rolf Homeyer, Heidi Pape, Dieter Schaefer, Reinhard Schwitzer (Red.): Streiten und gestalten. Die IG Metall Hannover von 1945 bis 2010, hrsg. von der IG Metall Hannover, VSA: Verlag Hamburg, [2021], ISBN 978-3-96488-107-6 und ISBN 3-96488-107-4; Inhaltsverzeichnis
- mit Garnet Alps, Carsten Maaß und Uwe Stoffregen: Gewerkschaft, ja bitte! - Ein Handbuch für Betriebsräte, Vertrauensleute und Aktive. Hamburg 2023, 4. Auflage, ISBN 978-3-96488-160-1